# Himantocladium cyclophyllum
Himantocladium cyclophyllum är en bladmossart som beskrevs av Fleischer 1908. Himantocladium cyclophyllum ingår i släktet Himantocladium och familjen Neckeraceae. Inga underarter finns listade i Catalogue of Life.